# سي إم بي (أمر يونكس)
في الحوسبة، cmp هي أداة مساعدة لسطر الأوامر لأنظمة الكمبيوتر التي تستخدم نظام التشغيل يونكس أو نظام التشغيل شبييه يونكس. يقارن ملفين من أي نوع ويكتب النتائج إلى الإخراج القياسي. بشكل افتراضي، يكون cmp صامتًا إذا كانت الملفات هي نفسها؛ في حالة اختلافها، يتم الإبلاغ عن البايت ورقم السطر الذي حدث فيه الفرق الأول. يتوفر الأمر أيضًا في نظام التشغيل OS-9 .

## التاريخ
تم إصدار نسخة cmp المجمعة في غنو الأساسية بواسطة توربيورن جرانلوند وديفيد ماكنزي.

## مفاتيح
قد يكون cmp مؤهلاً باستخدام رموز تبديل سطر الأوامر. المفاتيح التي تدعمها نسخة جنو من cmp هي:
-b, --print-bytes
طباعة البايتات المختلفة. بايت التحكم العرض بأنه ' ^ ' يليه حرف من الحروف الأبجدية وتسبق بايت التي لديها بت عال مع مجموعة ' M- ' (التي تقف على «الفوقية»).
-i SKIP, --ignore-initial=SKIP
تخطي أول بايت من تخطي الإدخال.
-i SKIP1:SKIP2, --ignore-initial=SKIP1:SKIP2 : تخطي أول بايتات SKIP1 من FILE1 وأول بايتات SKIP2 من FILE2.
-l, --verbose
إخراج أرقام البايت (العشري) والقيم (ثماني) لجميع البايتات المختلفة، بدلاً من الإخراج القياسي الافتراضي. أيضًا، قم بإخراج رسالة EOF إذا كان أحد الملفات أقصر من الآخر.
-n LIMIT, --bytes=LIMIT
قارن على الأكثر LIMIT بايت.
-s, --quiet, --silent
لا شيء الإخراج؛ وضع الخروج العائد فقط.
-v, --version
معلومات إصدار الإخراج.
--help
مخرجات ملف المساعدة.

## القيم
- 0 — الملفات متطابقة
- 1 — تختلف الملفات
- 2 — الحجة التي يتعذر الوصول إليها أو المفقودة